# Gmina Monona

Położenie Gminy Monona w hrabstwie Clayton

Gmina Monona (ang. Monona Township) – gmina w USA, w stanie Iowa, w hrabstwie Clayton. Według danych z 2000 roku gmina miała 2225 mieszkańców, a jej powierzchnia wynosi 94,93 km².